# كارلوتا أديل أندرسون
كارلوتا أديل أندرسون (بالإنجليزية: Carlotta Adele Anderson)‏ هي مربية أمريكية، ولدت في 18 مارس 1876، وتوفيت في 6 مارس 1956.